# Porte de Pantin (metrostation)
Porte de Pantin is een station van de metro in Parijs langs de metrolijn 5 en tramlijn 3b, in het 19e arrondissement. Het station ligt naast het Parc de la Villette.

## Geschiedenis
Het station is op 12 oktober 1942 geopend, na de verlenging van metrolijn 5 van Gare du Nord naar Église de Pantin.
Sinds 15 december 2012 is het station een halte van tramlijn 3b.

## Ligging

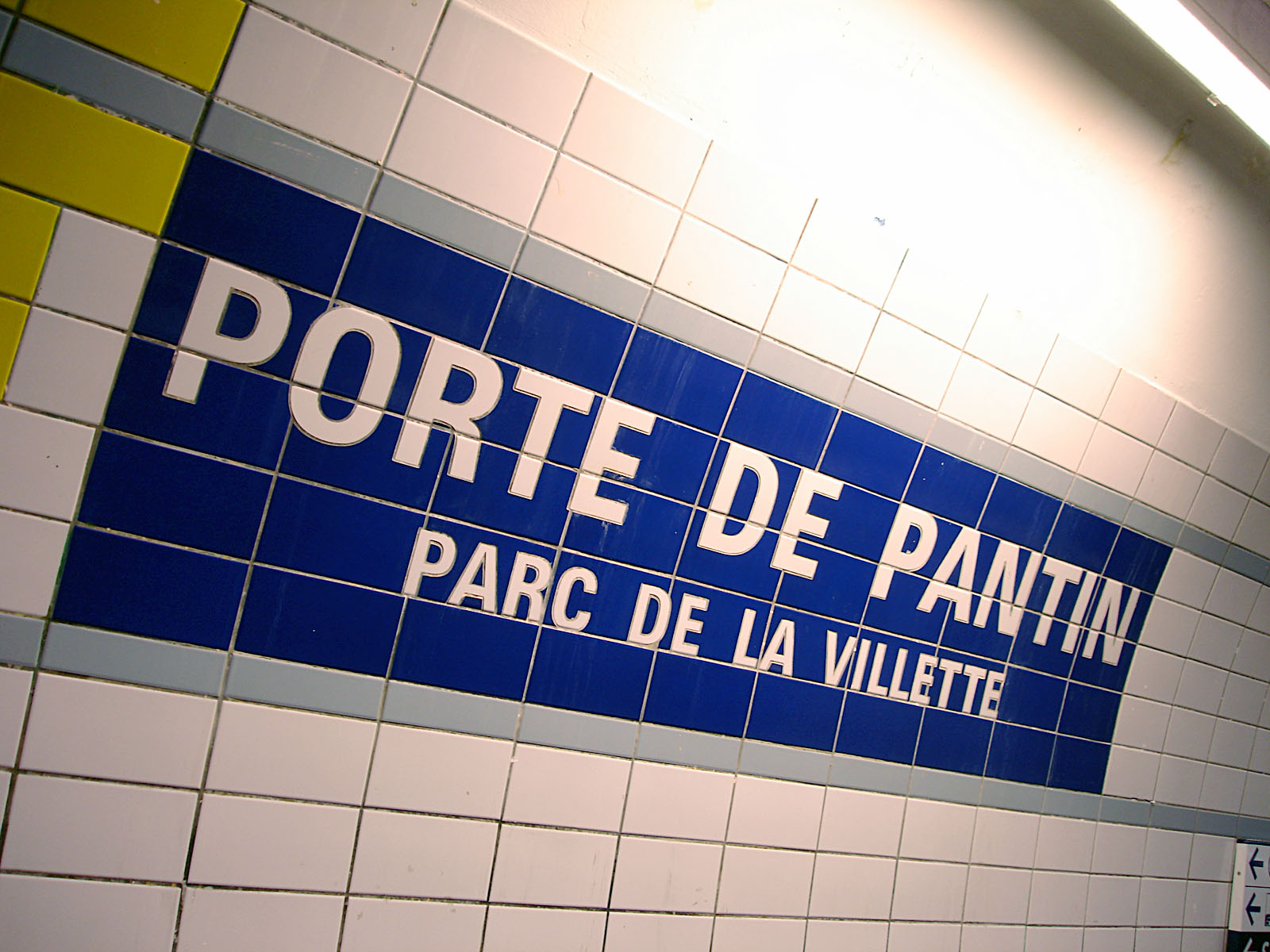
Stationsbordje

### Metrostation
Het metrostation ligt onder de Avenue Jean Jaurès, ten westen van de Peripherique.

### Tramhalte
De tramhalte ligt op de Boulevard Davout.

## Aansluitingen
- RATP-busnetwerk: twee lijnen
- Veolia TRA: een lijn
- Noctilien: vier lijnen

Bobigny - Pablo Picasso · 
Bobigny - Pantin - Raymond Queneau · 
Église de Pantin · 
Hoche · 
Porte de Pantin · 
Ourcq · 
Laumière · 
Jaurès · 
Stalingrad · 
Gare du Nord · 
Gare de l'Est · 
Jacques Bonsergent · 
République · 
Oberkampf · 
Richard-Lenoir · 
Bréguet - Sabin · 
Bastille · 
Quai de la Rapée · 
Gare d'Austerlitz · 
Saint-Marcel · 
Campo-Formio · 
Place d'Italie